# Starlog
Starlog foi uma revista sobre ficção científica publicada pela Starlog Group Inc. entre 1976 e 2009. No Brasil chegou a ter uma versão pela Mythos Editora.